# Roberta Miranda (1986)
Roberta Miranda, também conhecida como volume 1, é o álbum de estreia da cantora paraibana Roberta Miranda. O álbum ganhou, em 1994, uma certificação de ouro, no mesmo ano foi premiado ainda com uma platina e platina duplo. 

## Lista de faixas
| N.º | Título                           | Compositor(es)                 | Duração |  |
| 1.  | "São Tantas Coisas"              | Roberta Miranda                |         |  |
| 2.  | "Chuva de Amor"                  | Joel Marques/Ivone Ribeiro     |         |  |
| 3.  | "Benvinda"                       | Roberta Miranda                |         |  |
| 4.  | "Na Hora H"                      | José Miranda/Roberta Miranda   |         |  |
| 5.  | "Maria de José"                  | Carlos Randall                 |         |  |
| 6.  | "Senhor"                         | Roberta Miranda                |         |  |
| 7.  | "Meu Dengo"                      | Roberta Miranda                |         |  |
| 8.  | "Maria"                          | Roberta Miranda                |         |  |
| 9.  | "Onde Andará"                    | José Raimundo/Roberta Miranda  |         |  |
| 10. | "Anseios"                        | Carlos Randall/Roberta Miranda |         |  |
| 11. | "O Que Será de Mim Nesta Cidade" | Joran Coelho                   |         |  |
| 12. | "Desespero de Uma Noite"         | Roberta Miranda                |         |  |

## Certificações
| País   | Certificação (padrões de vendas) |
| ------ | -------------------------------- |
| Brasil | Platina Duplo                    |

## Histórico de lançamentos
| País           | Data                   | Formato | Gravadora   | Catálogo |
| -------------- | ---------------------- | ------- | ----------- | -------- |
| Brasil         | 1986                   | LP      | Continental |          |
| Estados Unidos | 6 de fevereiro de 1997 | CD      | Continental | 179366   |